# Рауль, Гильом
Гильом Рауль (фр. Guillaume Raoult, в старых источниках иногда Вильгельм Рауль) — первый лектор, преподававший французский язык в Московском университете (1757—1759), магистр словесных наук (1758).

## Биография
Родился в Руане, учился в Сорбонне в коллеже дю Плесси. Опубликовал во Франции отдельными изданиями стихотворения «Болезнь и выздоровление мсье дофина» (фр. La maladie et la convalescence de Monseigneur le Dauphin; 1751, на французском и латинском языках), «На рождение светлейшего герцога Бургундского» (лат. Serenissimi Burgundiorum Ducis...; 1751), «На погребение светлейшего герцога Орлеанского» (лат. In acerbo funere serenissimi Aurelianensium Ducis; 1752).
Каталог лекций Московского университета за вторую половину 1757 года:

Гильом Рауль через латинский язык учить будет французскому языку, и авторов латинских по-французски, а французских по латыни толковать имеет.
 Преподавание Гийома Рауля продолжалось два года. В апреле 1759 года он был заменён на своей должности Николаем Билоном.
Перевёл с латыни на французский язык доклад Ф. У. Т. Эпинуса «Рассуждение о разделении теплоты по земному шару», опубликованный отдельным изданием в 1762 г. в Санкт-Петербурге.